# When a Man Loves (film 1919)
When a Man Loves è un film muto del 1919 diretto da Chester Bennett.

## Trama
Dopo la rottura del suo fidanzamento con Gladys, John Howard Bannister lascia l'Inghilterra e s'imbarca per il Giappone dove conosce Yuri San, la figlia adottiva di Takamura, un negoziante di Tokyo, e se ne innamora. Ma l'idillio viene interrotto dalla notizia delle cattive condizioni in cui versa in patria il padre di John, lord Bannister. In realtà, la notizia è falsa, inventata da Charlotte Heathcote, una donna che, dopo averlo seguito fino in Giappone, spera di sposare il giovane aristocratico inglese in modo da poter diventare lady Bannister. Mentre si appresta a partire, John lascia una lettera per Yuri, ma Charlotte la intercetta, mentendo a Yuri sulle vere motivazioni di quella improvvisa partenza. John, invece, scopre di essere stato ingannato. Quando Takamura rifiuta ad Ando Masuki la mano di Yuri, motiva il fatto dichiarando che la ragazza è di genitori inglesi e Ando, furente, tenta di uccidere sia lui che Yuri. Interviene John, che li salva. In Inghilterra, dove John arriva insieme a Yuri come moglie, il loro matrimonio suscita l'alterigia di lord Bannister, che rifiuta di riconoscere la giovane come nuora. Rivedrà il suo parere solo dopo che un altro nobile, sir Robert Eastbourne, riconoscerà in Yuri la figlia che aveva perduto alla nascita.

## Produzione
Il film fu prodotto dalla Vitagraph Company of America.

## Distribuzione
Il copyright del film, richiesto dalla Vitagraph Co. of America, fu registrato il 5 dicembre 1919 con il numero LP14607. Anche se non si hanno dati certi della data della sua distribuzione, si suppone che probabilmente, il film sia uscito nelle sale in dicembre.